# Alfabet kaszubski

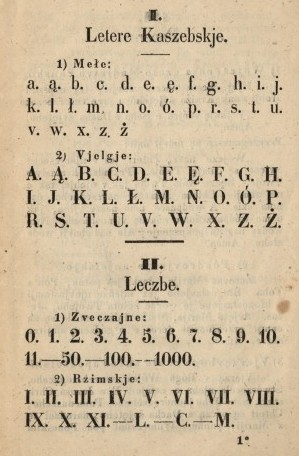
Alfabet kaszubski w wersji z 1850 roku

Alfabet kaszubski – alfabet, oparty na piśmie łacińskim, służący do zapisu języka kaszubskiego. Składa się z 34 następujących liter:
| A a | Ą ą | Ã ã | B b | C c | D d | E e |
| É é | Ë ë | F f | G g | H h | I i | J j |
| K k | L l | Ł ł | M m | N n | Ń ń | O o |
| Ò ò | Ó ó | Ô ô | P p | R r | S s | T t |
| U u | Ù ù | W w | Y y | Z z | Ż ż |     |

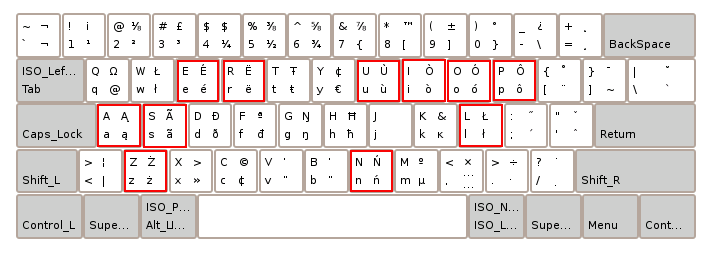
Kaszubska klawiatura

Oprócz tego, podobnie jak w języku polskim, obecne są dwuznaki: ch, cz, dz, dż, rz oraz sz. Należy przy tym zaznaczyć, że szereg cz, dż, sz, ż przybiera w języku kaszubskim wymowę nieco inną niż w polszczyźnie – spółgłoski te są zadziąsłowe, a nie retrofleksyjne (a przez to wymawia się je bardziej jak angielskie sh, ch) – rz zachowuje jednak wymowę zgodną z polszczyzną ogólną.

## Historia
Pierwszą znaczącą próbę kodyfikacji pisowni etnolektu kaszubskiego podjął Florian Ceynowa. W 1850 roku zaproponował on dwudziestodziewięcioliterowy alfabet w swoim dziele Xążeczka dlo Kaszebov. Składał się z liter alfabetu polskiego oprócz spółgłosek z kreską, ale uzupełniony o v i x. W 1866 roku rozszerzył on swój alfabet o 12 nowych liter, w tym liter z „haczkami” (znakiem diakrytycznym używanym w ortografii języka czeskiego), np. č, š i ž.
W 1919 roku Friedrich Lorentz zaproponował zmodyfikowany alfabet kaszubski, zawierający w sobie następujące znaki nieobecne w podstawowym alfabecie łacińskim:
| A a | Ą ą | B b | C c | Č č | D d | E e |
| É é | Ë ë | F f | G g | H h | I i | J j |
| K k | L l | Ł ł | M m | N n | Ń ń | O o |
| Ó ó | Ô ô | Œ œ | Ǫ ǫ | P p | R r | Ř ř |
| S s | Š š | T t | U u | V v | W w | Z z |
| Ž ž |     |     |     |     |     |     |

Litery z haczkami można było zastępować przez ich polskie odpowiedniki – cz, rz, sz i ż.
Obecny standard pisowni wypracowano w 1996 roku. Jest on krytykowany przez część działaczy kaszubskich, jako zbyt zbliżony do polskiego, przez co – ich zdaniem – nie oddaje w pełni brzmienia kaszubszczyzny, a ponadto sprzyja polonizacji Kaszubów i zanikowi ich odrębności narodowej; w zamian proponują oni wariant klasyczny (kaszub. klasiczni varianjt).

## Litery utworzone za pomocą znaków diakrytycznych
| Wielka litera | Mała litera | Nazwa opisowa            | Przybliżona wymowa polska                    | Wymowa w IPA |
| ------------- | ----------- | ------------------------ | -------------------------------------------- | --- |
| Ą             | ą           | A z ogonkiem             | óm/ón                                        | [õ], [ũ] |
| Ã             | ã           | A z tyldą                | jak francuskie an                            | [ã] [ɛ̃] (powiat pucki i północna część wejherowskiego)                                                                                  |
| É             | é           | E z akcentem ostrym      | yj, na końcu wyrazów y                       | [e] (e wymawia się jako [ɛ]) [ɨj] w niektórych dialektach [i]/[ɨ] (na obszarze od Pucka do Kartuz) na końcu wyrazów wymawia się jak [ɨ] |
| Ë             | ë           | E z dierezą              | krótkie e                                    | [ə] |
| Ł             | ł           | L złamane                | jak w polskim                                | [w] |
| Ń             | ń           | N z akcentem ostrym      | jak w polskim, w niektórych dialektach jak n | [ɲ], [n] |
| Ò             | ò           | O z akcentem ciężkim     | łe                                           | [wɛ] |
| Ó             | ó           | O z akcentem ostrym      | jak ó/u                                      | [o] (o wymawia się jako [ɔ]) [u] (południowe dialekty)                                                                                  |
| Ô             | ô           | O z akcentem przeciągłym | wymowa y przy ułożeniu ust jak do u          | [ɞ] [ɛ] (zachodnie dialekty) [ɔ] (powiat wejherowski) [o]/[u] (południowe dialekty)                                                     |
| Ù             | ù           | U z akcentem ciężkim     | łu                                           | [wʉ] |
| Ż             | ż           | Z z kropką               | ź                                            | [ʒ] |